# Plážový volejbal na Letních olympijských hrách 2008

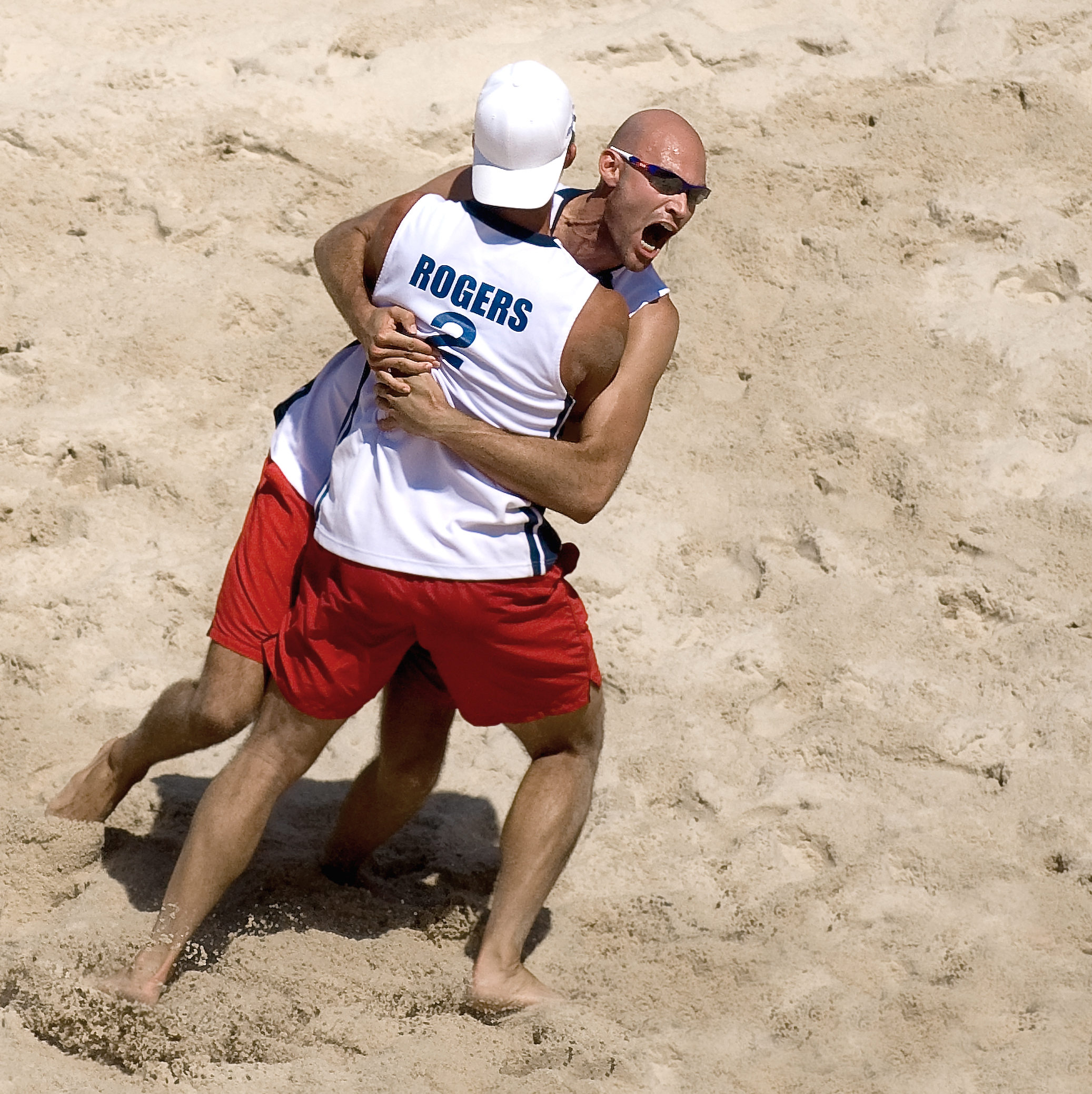
Todd Rogers a Phil Dalhausser oslavují vítězství

Turnaj v plážovém volejbale na Letních olympijských hrách 2008 probíhal od 9. srpna do 22. srpna 2008. Ženy odehrály finálový zápas 21. srpna, muži o den později. Do turnaje se kvalifikovalo shodně 24 párů v každé kategorii (muži, ženy). Páry byly rozděleny do šesti skupin po čtyřech. Zápasy se hrály jednokolově systémem každý s každým. Dva nejlepší páry z každé skupiny postupovaly do vyřazovací části. Páry na třetích místech byly seřazeny do tabulky. Dva nejlepší páry postoupily do čtvrtfinále přímo, zbylé čtyři sehrály předkolo vyřazovací části.
Zápasy se hrály v areálu Chaoyang Park v Pekingu.
Nejúspěšnější zemí se staly Spojené státy americké, které dokázaly získat obě zlaté medaile. Česká republika neměla v tomto sportu zastoupení. Na letních olympijských hrách se hrál plážový volejbal počtvrté (poprvé v roce 1996). S celkovou délkou turnaje 14 dnů byl historicky nejdelším turnajem v plážovém volejbale pořádaném na Olympijských hrách (1996 – 6 dnů, 2000 – 10 dnů, 2004 – 12 dnů).

## Medailisté
| Soutěž | Zlato                                                             | Stříbro                                     | Bronz                                          |
| ------ | ----------------------------------------------------------------- | ------------------------------------------- | ---------------------------------------------- |
| Muži   | Spojené státy americké (USA) · Todd Rogers · Phil Dalhausser      | Brazílie (BRA) · Fabio Luiz · Marcio Araujo | Brazílie (BRA) · Ricardo Santos · Emanuel Rego |
| Ženy   | Spojené státy americké (USA) · Kerri Walshová · Misty May-Treanor | Čína (CHN) · Wang Jie · Tian Jia            | Čína (CHN) · Zhang Xi · Xue Chen               |

## Kvalifikované páry
| Muži                                  | Země       | Ženy                                   | Země         |
| Todd Rogers, Phil Dalhausser          | USA        | Kerri Walsh, Misty May-Treanor         | USA          |
| Ricardo Santos, Emanuel Rego          | Brazílie   | Tian Jia, Wang Jie                     | Čína         |
| Marcio Ajauro, Fabio Luiz             | Brazílie   | Larissa França, Ana Paula Connelly**   | Brazílie     |
| Reinder Nummerdor, Richard Schuil     | Nizozemsko | Chen Xue – Zhang Xi                    | Čína         |
| Linyin Xu, Penggen Wu                 | Čína       | Nicole Branagh, Elaine Youngs          | USA          |
| Julius Brink, Christoph Dieckmann     | Německo    | Talita Antunes, Renata Ribeiro         | Brazílie     |
| Dmitrij Barsouk, Igor Kolodinskij     | Rusko      | Vasso Karantasiou, Vassiliki Arvaniti  | Řecko        |
| David Klemperer, Eric Koreng          | Německo    | Sara Goller, Laura Ludwig              | Německo      |
| Jake Gibb, Sean Rosenthal             | USA        | Stephanie Pohl, Okka Rau               | Německo      |
| Andrew Schacht, Joshua Slack          | Austrálie  | Natalie Cook, Tamsin Barnett           | Austrálie    |
| Pablo Herrera, Raul Mesa              | Španělsko  | Nila Håkedal, Ingrid Tørlen            | Norsko       |
| Sascha Heyer, Patrick Heuscher        | Švýcarsko  | Kathrine Maaseide, Susanne Glesnes     | Norsko       |
| Martín Conde, Mariano Baracetti       | Argentina  | Dalixia Fernández, Larrea Peraza       | Kuba         |
| Kristjan Kais, Rivo Vesik             | Estonsko   | Doris Schwaiger, Stefanie Schwaiger    | Rakousko     |
| Clemens Doppler, Peter Gartmayer      | Rakousko   | Liesbet Van Breedam, Liesbeth Mouha    | Belgie       |
| Emiel Boersma, Bram Ronnes            | Nizozemsko | Imara Esteves Ribalta, Milagos Crespo  | Kuba         |
| Renato Gomes, Jorge Terceiro          | Gruzie     | E. Koutroumanidou, Maria Tsiartsiani   | Řecko        |
| Jørre Kjemperud, Tarjei Skarlund      | Norsko     | Natalija Urjadova, Alexandra Širjajeva | Rusko        |
| Florian Gosch, Alexander Horst        | Rakousko   | Rebekka Kadijk, Merel Mooren           | Nizozemsko   |
| Martin Laciga, Jan Schnider           | Švýcarsko  | Simone Kuhn, Lea Schwer***             | Švýcarsko    |
| Aleksandrs Samoilovs, Mārtiņš Pļaviņš | Lotyšsko   | Bibana Candelas, Mayra Garcia          | Mexiko       |
| Kentaró Asahi, Kacuhiro Širatori      | Japonsko   | Mika Teru Saiki, Čiaki Kusuhara        | Japonsko     |
| Riccardo Lione, Eugenio Amore*        | Itálie     | Cristine Santanna, Andrezza Martins    | Gruzie       |
| Emanuel Fernandes, Morais Abreu       | Angola     | Judith Augoustides, Vita Nel           | Jižní Afrika |

* Matteo Varnier byl nahrazen Eugeniem Amorem z důvodu zranění.

** Juliana Felisberta byla nahrazena Anou Paulou Connelly z důvodu zranění.

*** Rakouský pár Sara Montagnolli – Sabine Swoboda byl nahrazen švýcarským párem ze zdravotních důvodů.

## Turnaj mužů

### Základní část
| Legenda                             |
| Tým                                 |
| Z = počet zápasů                    |
| V = počet výher                     |
| P = počet proher                    |
| Skóre = skóre v setech              |
| Body = body týmu                    |
| Postup do vyřazovací části          |
| Postup do předkola vyřazovací části |
| Vyřazení                            |

#### Skupina A
| Tým                        | Záp | V | P | Skóre | Body |
| -------------------------- | --- | - | - | ----- | ---- |
| Xu – Wu (Čína)             | 3   | 3 | 0 | 6:1   | 6    |
| Herrera – Mesa (Španělsko) | 3   | 2 | 1 | 4:2   | 5    |
| Gosch – Horst (Rakousko)   | 3   | 1 | 2 | 2:5   | 4    |
| Kais – Vesik (Estonsko)    | 3   | 0 | 3 | 2:6   | 3    |

| 10. srpen 2008 |       |                |
| Xu – Wu        | 2 – 0 | Gosch – Horst  |
| Herrea – Mesa  | 2 – 0 | Kais – Vesik   |
| 12. srpen 2008 |       |                |
| Xu – Wu        | 2 – 1 | Kais – Vesik   |
| Herrera – Mesa | 2 – 0 | Gosch – Horst  |
| 14. srpen 2008 |       |                |
| Xu – Wu        | 2 – 0 | Herrera – Mesa |
| Kais – Vetis   | 1 – 2 | Gosch – Horst  |

#### Skupina B
| Tým                            | Záp | V | P | Skóre | Body |
| ------------------------------ | --- | - | - | ----- | ---- |
| Samoilovs – Pļaviņš (Lotyšsko) | 3   | 2 | 1 | 4:3   | 5    |
| Rogers – Dalhausser (USA)      | 3   | 2 | 1 | 4:2   | 5    |
| Heyer – Heuscher (Švýcarsko)   | 3   | 1 | 2 | 3:4   | 4    |
| Conde – Baracetti (Argentina)  | 3   | 1 | 2 | 2:4   | 4    |

| 9. srpen 2008       |       |                     |
| Rogers – Dalhausser | 0 – 2 | Samoilovs – Pļaviņš |
| Heyer – Heuscher    | 2 – 0 | Conde – Baracetti   |
| 11. srpen 2008      |       |                     |
| Conde – Baracetti   | 2 – 0 | Samoilovs – Pļaviņš |
| Rogers – Dalhausser | 2 – 0 | Heyer – Heuscher    |
| 13. srpen 2008      |       |                     |
| Rogers – Dalhausser | 2 – 0 | Conde – Baracetti   |
| Heyer – Heuscher    | 1 – 2 | Samoilovs – Pļaviņš |

#### Skupina C

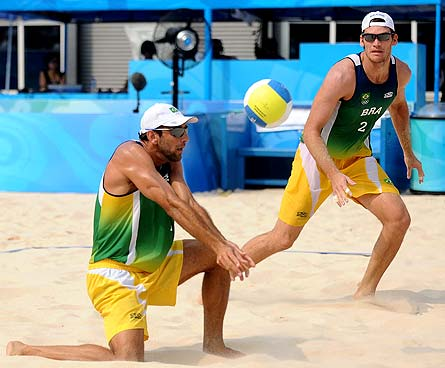
Brazilský pár Marcio Ajauro – Fabio Luiz

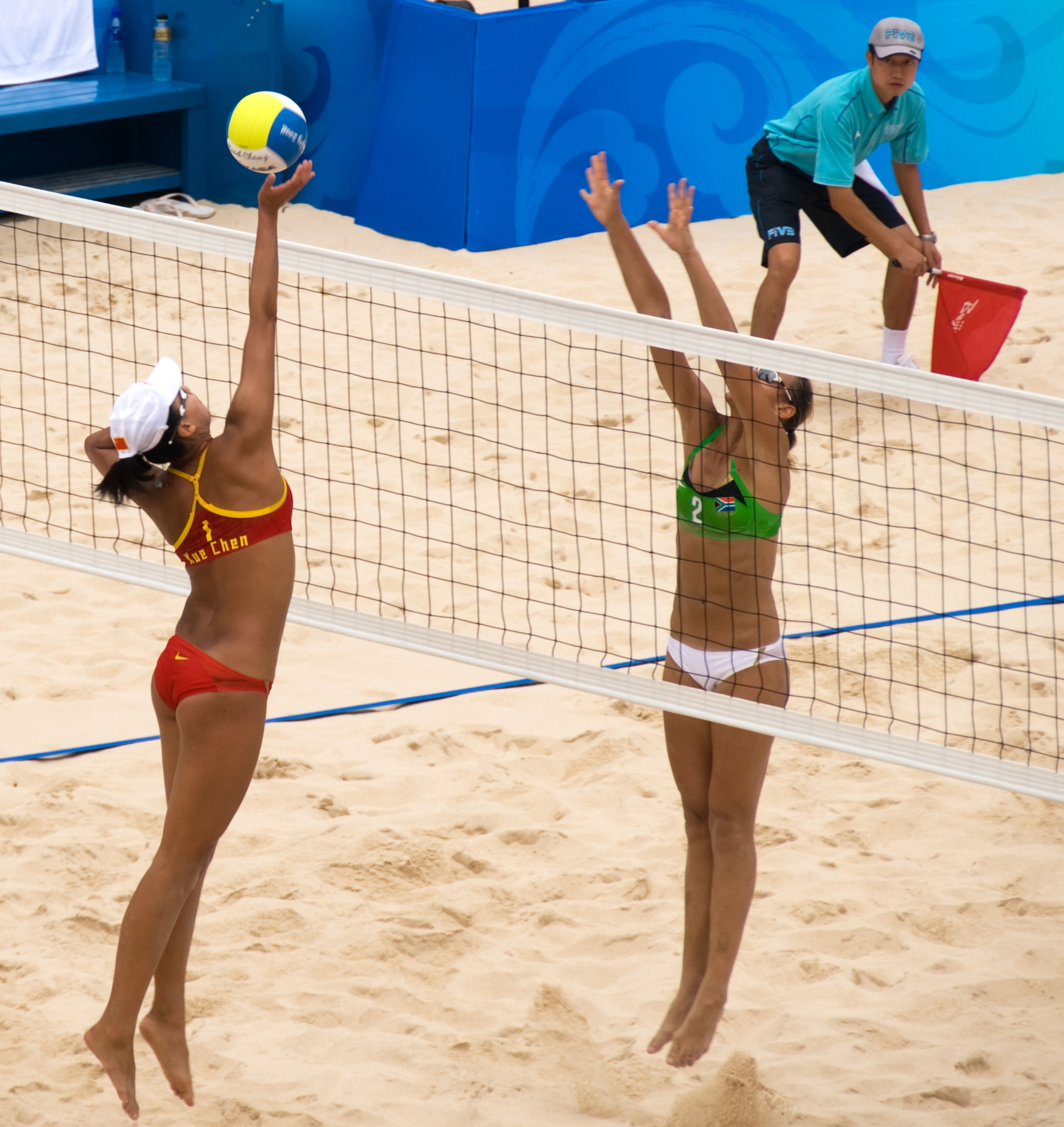
Zápas páru Xue – Zhang Xi a Augoustides – Nel

| Tým                          | Záp | V | P | Skóre | Body |
| ---------------------------- | --- | - | - | ----- | ---- |
| Ricardo – Emanuel (Brazílie) | 3   | 3 | 0 | 6:0   | 6    |
| Schacht – Slack (Austrálie)  | 3   | 2 | 1 | 4:2   | 5    |
| Gomes – Terceiro(Gruzie)     | 3   | 1 | 2 | 2:4   | 4    |
| Fernandes – Morais (Angola)  | 3   | 0 | 3 | 0:4   | 3    |

| 9. srpen 2008     |       |                    |
| Ricardo – Emanuel | 2 – 0 | Fernandes – Morais |
| Schacht – Slack   | 2 – 0 | Gomes – Terceiro   |
| 11. srpen 2008    |       |                    |
| Schacht – Slack   | 2 – 0 | Fernandes – Morais |
| Ricardo – Emanuel | 2 – 0 | Gomes – Terceiro   |
| 13. srpen 2008    |       |                    |
| Gomes – Terceiro  | 2 – 0 | Fernandes – Morais |
| Ricardo – Emanuel | 2 – 0 | Schacht – Slack    |

#### Skupina D
| Tým                            | Záp | V | P | Skóre | Body |
| ------------------------------ | --- | - | - | ----- | ---- |
| Doppler – Gartmayer (Rakousko) | 3   | 3 | 0 | 6:2   | 6    |
| Araujo – Luiz (Brazílie)       | 3   | 2 | 1 | 5:2   | 5    |
| Barsouk – Kolodinskij (Rusko)  | 3   | 1 | 2 | 3:4   | 4    |
| Lione – Amore (Itálie)         | 3   | 0 | 3 | 0:6   | 3    |

| 10. srpen 2008        |       |                       |
| Araujo – Luiz         | 2 – 0 | Lione – Amore         |
| Barsouk – Kolodinskij | 1 – 2 | Doppler – Gartmayer   |
| 12. srpen 2008        |       |                       |
| Araujo – Luiz         | 1 – 2 | Doppler – Gartmayer   |
| Barsouk – Kolodinskij | 2 – 0 | Lione – Amore         |
| 14. srpen 2008        |       |                       |
| Doppler – Gartmayer   | 2 – 0 | Lione – Amore         |
| Araujo – Luiz         | 2 – 0 | Barsouk – Kolodinskij |

#### Skupina E
| Tým                             | Záp | V | P | Skóre | Body |
| ------------------------------- | --- | - | - | ----- | ---- |
| Nummerdor – Schuil (Nizozemsko) | 3   | 3 | 0 | 6:1   | 6    |
| Laciga – Schnider (Švýcarsko)   | 3   | 2 | 1 | 4:2   | 5    |
| Klemperer – Koreng (Německo)    | 3   | 1 | 2 | 2:5   | 4    |
| Kjemperud – Skarlund (Norsko)   | 3   | 0 | 3 | 2:6   | 3    |

| 9. srpen 2008        |       |                      |
| Nummerdor – Schuil   | 2 – 0 | Laciga – Schnider    |
| Klemperer – Koreng   | 2 – 1 | Kjemperud – Skarlund |
| 11. srpen 2008       |       |                      |
| Nummerdor – Schuil   | 2 – 1 | Kjemperud – Skarlund |
| Klemperer – Koreng   | 0 – 2 | Laciga – Schnider    |
| 13. srpen 2008       |       |                      |
| Kjemperud – Skarlund | 0 – 2 | Laciga – Schnider    |
| Nummerdor – Schuil   | 2 – 0 | Klemperer – Koreng   |

#### Skupina F

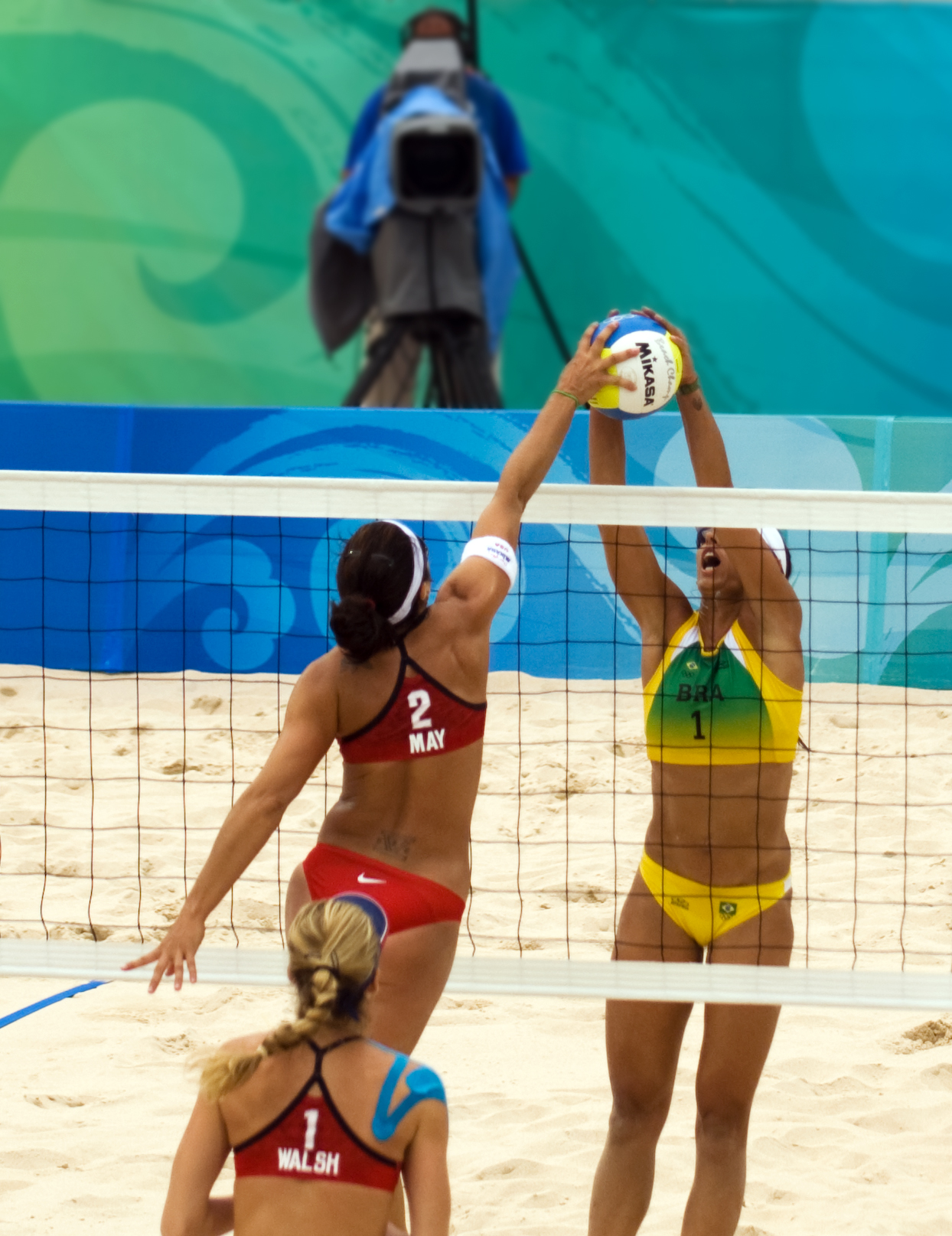
Čtvrtfinálový zápas brazilského páru Larissa – Ana Paula a amerického páru Walsh – May-Treanor

| Tým                           | Záp | V | P | Skóre | Body |
| ----------------------------- | --- | - | - | ----- | ---- |
| Gibb – Rosenthal (USA)        | 3   | 3 | 0 | 6:1   | 6    |
| Asahi – Širatori (Japonsko)   | 3   | 1 | 2 | 3:5   | 4    |
| Boersma – Ronnes (Nizozemsko) | 3   | 1 | 2 | 3:4   | 4    |
| Brink – Dieckmann (Německo)   | 3   | 1 | 2 | 2:4   | 4    |

| 10. srpen 2008    |       |                  |
| Brink – Dieckmann | 2 – 0 | Asahi – Širatori |
| Gibb – Rosenthal  | 2 – 0 | Boersma – Ronnes |
| 12. srpen 2008    |       |                  |
| Boersma – Ronnes  | 1 – 2 | Asahi – Širatori |
| Brink – Dieckmann | 0 – 2 | Gibb – Rosenthal |
| 14. srpen 2008    |       |                  |
| Gibb – Rosenthal  | 2 – 1 | Asahi – Širatori |
| Brink – Dieckmann | 0 – 2 | Boersma – Ronnes |

### Předkolo vyřazovací části
| Gomes – Terceiro (Gruzie)     |
| Barsouk – Kolodinsky (Rusko)  |
| Heyer – Heuscher (Švýcarsko)  |
| Boersma – Ronnes (Nizozemsko) |
| Klemperer – Koreng (Německo)  |
| Gosch – Horst (Rakousko)      |

| 14. srpen 2008   |       |                    |
| Heyer – Heuscher | 0 – 2 | Gosch – Horst      |
| Boersma – Ronnes | 0 – 2 | Klemperer – Koreng |

Přímo do vyřazovací části postoupil gruzínský pár Gomes – Terceiro a ruský pár Barsouk – Kolodinsky, po předkole vyřazovací části postoupily i páry Gosch – Horst z Rakouska a Klemperer – Koreng z Německa.

### Vyřazovací část

#### Osmifinále
| 16. srpen 2008     |       |                       |
| Laciga – Schnider  | 1 – 2 | Rogers – Dalhausser   |
| Xu – Wu            | 0 – 2 | Klemperer – Koreng    |
| Gomes – Terceiro   | 2 – 1 | Doppler – Gartmayer   |
| Nummerdor – Schuil | 2 – 0 | Schacht – Slack       |
| Asahi – Širatori   | 0 – 2 | Araujo – Luiz         |
| Gosch – Horst      | 2 – 0 | Samoilovs – Pļaviņš   |
| Herrera – Mesa     | 0 – 2 | Gibb – Rosenthal      |
| Ricardo – Emanuel  | 2 – 1 | Barsouk – Kolodinskij |

#### Čtvrtfinále
|  | Čtvrtfinále (18. srpna 2008)        | Čtvrtfinále (18. srpna 2008) |                              |                              | Semifinále (20. srpna 2008)  | Semifinále (20. srpna 2008) |  |  | Finále (22. srpna 2008) | Finále (22. srpna 2008) |
|  |                                     |                              |                              |                              |                              |                             |  |  |                         |                         |
|  |                                     |                              |                              |                              |                              |                             |  |  |                         |                         |
|  |                                     |                              |                              |                              |                              |                             |  |  |                         |                         |
|  | David Klemperer, Eric Koreng        | 0                            |                              |                              |                              |                             |  |  |                         |                         |
|  | David Klemperer, Eric Koreng        | 0                            |                              |                              |                              |                             |  |  |                         |                         |
|  | Todd Rogers, Phil Dalhausser        | 2                            |                              |                              |                              |                             |  |  |                         |                         |
|  | Todd Rogers, Phil Dalhausser        | 2                            | Todd Rogers, Phil Dalhausser | 2                            |                              |                             |  |  |                         |                         |
|  |                                     |                              | Todd Rogers, Phil Dalhausser | 2                            |                              |                             |  |  |                         |                         |
|  |                                     | Renato Gomes, Jorge Terceiro | 0                            |                              |                              |                             |  |  |                         |                         |
|  | , Reinder Nummerdor, Richard Schuil | Renato Gomes, Jorge Terceiro | 0                            | 0                            |                              |                             |  |  |                         |                         |
|  | , Reinder Nummerdor, Richard Schuil |                              |                              | 0                            |                              |                             |  |  |                         |                         |
|  | Renato Gomes, Jorge Terceiro        | 2                            |                              |                              |                              |                             |  |  |                         |                         |
|  | Renato Gomes, Jorge Terceiro        | 2                            | Todd Rogers, Phil Dalhausser | 2                            |                              |                             |  |  |                         |                         |
|  |                                     |                              | Todd Rogers, Phil Dalhausser | 2                            |                              |                             |  |  |                         |                         |
|  |                                     | Marcio Ajauro, Fabio Luiz    | 1                            |                              |                              |                             |  |  |                         |                         |
|  | Ricardo Santos, Emanuel Rego        | Marcio Ajauro, Fabio Luiz    | 1                            | 2                            |                              |                             |  |  |                         |                         |
|  | Ricardo Santos, Emanuel Rego        |                              |                              | 2                            |                              |                             |  |  |                         |                         |
|  | Jake Gibb, Sean Rosenthal           | 0                            |                              |                              |                              |                             |  |  |                         |                         |
|  | Jake Gibb, Sean Rosenthal           | 0                            | Ricardo Santos, Emanuel Rego | 0                            | O třetí místo                | O třetí místo               |  |  |                         |                         |
|  |                                     |                              | Ricardo Santos, Emanuel Rego | 0                            | O třetí místo                | O třetí místo               |  |  |                         |                         |
|  |                                     | Marcio Ajauro, Fabio Luiz    | 2                            |                              |                              |                             |  |  |                         |                         |
|  | Marcio Ajauro, Fabio Luiz           | Marcio Ajauro, Fabio Luiz    | 2                            | 2                            | Renato Gomes, Jorge Terceiro | 0                           |  |  |                         |                         |
|  | Marcio Ajauro, Fabio Luiz           |                              |                              | 2                            | Renato Gomes, Jorge Terceiro | 0                           |  |  |                         |                         |
|  | Florian Gosch, Alexander Horst      | 0                            |                              | Ricardo Santos, Emanuel Rego | 2                            |                             |  |  |                         |                         |
|  | Florian Gosch, Alexander Horst      | 0                            |                              |                              | 2                            |                             |  |  |                         |                         |
|  |                                     |                              |                              |                              |                              |                             |  |  |                         |                         |
|  |                                     |                              |                              |                              |                              |                             |  |  |                         |                         |

## Turnaj žen

### Základní část

#### Skupina A
| Tým                          | Záp | V | P | Skóre | Body |
| ---------------------------- | --- | - | - | ----- | ---- |
| Tian Jia – Wang (Čína)       | 3   | 3 | 0 | 6:2   | 6    |
| Maaseide – Glesnes (Norsko)  | 3   | 2 | 1 | 5:2   | 5    |
| Van Breedam – Mouha (Belgie) | 3   | 1 | 2 | 3:4   | 4    |
| Kuhn – Schwer (Švýcarsko)    | 3   | 0 | 3 | 0:6   | 3    |

| 9. srpen 2008       |       |                     |
| Maaseide – Glesnes  | 2 – 0 | Van Breedam – Mouha |
| Tian Jia – Wang     | 2 – 0 | Kuhn – Schwer       |
| 11. srpen 2008      |       |                     |
| Tian Jia – Wang     | 2 – 1 | Van Breedam – Mouha |
| Maaseide – Glesnes  | 2 – 0 | Kuhn – Schwer       |
| 13. srpen 2008      |       |                     |
| Tian Jia – Wang     | 2 – 1 | Maaseide – Glesnes  |
| Van Breedam – Mouha | 2 – 0 | Kuhn – Schwer       |

#### Skupina B
| Tým                              | Záp | V | P | Skóre | Body |
| -------------------------------- | --- | - | - | ----- | ---- |
| Walsh – May-Treanor (USA)        | 3   | 3 | 0 | 6:0   | 6    |
| Grasset – Peraza (Kuba)          | 3   | 2 | 1 | 4:2   | 5    |
| Håkedal – Tørlen (Norsko)        | 3   | 1 | 2 | 2:4   | 4    |
| Teru Saiki – Kusuhara (Japonsko) | 3   | 0 | 3 | 0:6   | 3    |

| 10. srpen 2008      |       |                       |
| Walsh – May-Treanor | 2 – 0 | Teru Saiki – Kusuhara |
| Håkedal – Tørlen    | 0 – 2 | Grasset – Peraza      |
| 12. srpen 2008      |       |                       |
| Walsh – May-Treanor | 2 – 0 | Grasset – Peraza      |
| Håkedal – Tørlen    | 2 – 0 | Teru Saiki – Kusuhara |
| 14. srpen 2008      |       |                       |
| Walsh – May-Treanor | 2 – 0 | Håkedal – Tørlen      |
| Grasset – Peraza    | 2 – 0 | Teru Saiki – Kusuhara |

#### Skupina C
| Tým                            | Záp | V | P | Skóre | Body |
| ------------------------------ | --- | - | - | ----- | ---- |
| Barnett – Cook (Austrálie)     | 3   | 3 | 0 | 6:1   | 6    |
| Larissa – Ana Paula (Brazílie) | 3   | 2 | 1 | 4:4   | 5    |
| Santanna – Martins(Gruzie)     | 3   | 1 | 2 | 3:5   | 4    |
| Urjadova – Širjajeva (Rusko)   | 3   | 0 | 3 | 3:6   | 3    |

| 9. srpen 2008        |       |                      |
| Barnett – Cook       | 2 – 1 | Urjadova – Širjajeva |
| Larissa – Ana Paula  | 2 – 1 | Santanna – Martins   |
| 11. srpen 2008       |       |                      |
| Barnett – Cook       | 2 – 0 | Santanna – Martins   |
| Larissa – Ana Paula  | 2 – 1 | Urjadova – Širjajeva |
| 13. srpen 2008       |       |                      |
| Urjadova – Širjajeva | 1 – 2 | Santanna – Martins   |
| Larissa – Ana Paula  | 0 – 2 | Barnett – Cook       |

#### Skupina D
| Tým                                  | Záp | V | P | Skóre | Body |
| ------------------------------------ | --- | - | - | ----- | ---- |
| Xue – Zhang Xi (Čína)                | 3   | 3 | 0 | 6:1   | 6    |
| Goller – Ludwig (Německo)            | 3   | 2 | 1 | 4:2   | 5    |
| Koutroumanidou – Tsiartsiani (Řecko) | 3   | 1 | 2 | 3:4   | 4    |
| Augoustides – Nel (Jižní Afrika)     | 3   | 0 | 3 | 0:6   | 3    |

| 10. srpen 2008               |       |                              |
| Goller – Ludwig              | 2 – 0 | Augoustides – Nel            |
| Xue – Zhang Xi               | 2 – 1 | Koutroumanidou – Tsiartsiani |
| 12. srpen 2008               |       |                              |
| Koutroumanidou – Tsiartsiani | 2 – 0 | Augoustides – Nel            |
| Xue – Zhang Xi               | 2 – 0 | Goller – Ludwig              |
| 14. srpen 2008               |       |                              |
| Xue – Zhang Xi               | 2 – 0 | Augoustides – Nel            |
| Goller – Ludwig              | 2 – 0 | Koutroumanidou – Tsiartsiani |

#### Skupina E
| Tým                          | Záp | V | P | Skóre | Body |
| ---------------------------- | --- | - | - | ----- | ---- |
| Branagh – Youngs (USA)       | 3   | 3 | 0 | 6:1   | 6    |
| Pohl – Rau (Německo)         | 3   | 2 | 1 | 4:2   | 5    |
| Ribalta – Crespo (Kuba)      | 3   | 1 | 2 | 3:4   | 4    |
| Kadijk – Mooren (Nizozemsko) | 3   | 0 | 3 | 0:6   | 3    |

| 9. srpen 2008    |       |                  |
| Branagh – Youngs | 2 – 0 | Kadijk – Mooren  |
| Pohl – Rau       | 2 – 0 | Ribalta – Crespo |
| 11. srpen 2008   |       |                  |
| Ribalta – Crespo | 2 – 0 | Kadijk – Mooren  |
| Branagh – Youngs | 2 – 0 | Pohl – Rau       |
| 13. srpen 2008   |       |                  |
| Branagh – Youngs | 2 – 1 | Ribalta – Crespo |
| Pohl – Rau       | 2 – 0 | Kadijk – Mooren  |

#### Skupina F
| Tým                              | Záp | V | P | Skóre | Body |
| -------------------------------- | --- | - | - | ----- | ---- |
| Talita – Renata (Brazílie)       | 3   | 3 | 0 | 6:1   | 6    |
| Schwaiger – Schwaiger (Rakousko) | 3   | 2 | 1 | 4:2   | 5    |
| Candelas – Garcia (Mexiko)       | 3   | 1 | 2 | 3:5   | 4    |
| Karantasiou – Arvaniti (Řecko)   | 3   | 0 | 3 | 1:6   | 3    |

| 10. srpen 2008         |       |                        |
| Karantasiou – Arvaniti | 0 – 2 | Schwaiger – Schwaiger  |
| Talita – Renata        | 2 – 1 | Candelas – Garcia      |
| 12. srpen 2008         |       |                        |
| Karantasiou – Arvaniti | 1 – 2 | Candelas – Garcia      |
| Talita – Renata        | 2 – 0 | Schwaiger – Schwaiger  |
| 14. srpen 2008         |       |                        |
| Talita – Renata        | 2 – 0 | Karantasiou – Arvaniti |
| Schwaiger – Schwaiger  | 2 – 0 | Candelas – Garcia      |

### Předkolo vyřazovací části
| Ribalta – Crespo (Kuba)              |
| Koutroumanidou – Tsiartsiani (Řecko) |
| Van Breedam – Mouha (Belgie)         |
| Håkedal – Tørlen (Norsko)            |
| Candelas – Garcia (Mexiko)           |
| Santanna – Martins (Gruzie)          |

| 14. srpen 2008      |       |                    |
| Van Breedam – Mouha | 2 – 0 | Santanna – Martins |
| Håkedal – Tørlen    | 2 – 1 | Candelas – Garcia  |

Přímo do vyřazovací části postoupil kubánský pár Ribalta – Crespo a řecký pár Koutroumanidou – Tsiartsiani, po předkole vyřazovací části postoupily i páry Van Breedam – Mouha z Belgie a Håkedal – Tørlen z Norska.

### Vyřazovací část

#### Osmifinále
| 15. srpen 2008      |       |                              |
| Van Breedam – Mouha | 0 – 2 | Walsh – May-Treanor          |
| Branagh – Youngs    | 2 – 0 | Grasset – Peraza             |
| Tian Jia – Wang     | 2 – 0 | Håkedal – Tørlen             |
| Barnett – Cook      | 2 – 1 | Koutroumanidou – Tsiartsiani |
| Goller – Ludwig     | 1 – 2 | Schwaiger – Schwaiger        |
| Ribalta – Crespo    | 0 – 2 | Xue – Zhang Xi               |
| Maaseide – Glesnes  | 1 – 2 | Talita – Renata              |
| Larissa – Ana Paula | 2 – 0 | Pohl – Rau                   |

#### Čtvrtfinále
|  | Čtvrtfinále (17. srpna 2008)         | Čtvrtfinále (17. srpna 2008)      |                                |                                | Semifinále (19. srpna 2008) | Semifinále (19. srpna 2008) |  |  | Finále (21. srpna 2008) | Finále (21. srpna 2008) |
|  |                                      |                                   |                                |                                |                             |                             |  |  |                         |                         |
|  |                                      |                                   |                                |                                |                             |                             |  |  |                         |                         |
|  |                                      |                                   |                                |                                |                             |                             |  |  |                         |                         |
|  | Wang Jie, Tian Jia                   | 2                                 |                                |                                |                             |                             |  |  |                         |                         |
|  | Wang Jie, Tian Jia                   | 2                                 |                                |                                |                             |                             |  |  |                         |                         |
|  | Doris Schwaiger, Stefanie Schwaiger  | 0                                 |                                |                                |                             |                             |  |  |                         |                         |
|  | Doris Schwaiger, Stefanie Schwaiger  | 0                                 | Wang Jie, Tian Jia             | 2                              |                             |                             |  |  |                         |                         |
|  |                                      |                                   | Wang Jie, Tian Jia             | 2                              |                             |                             |  |  |                         |                         |
|  |                                      | Zhang Xi, Xue Chen                | 1                              |                                |                             |                             |  |  |                         |                         |
|  | Nicole Branagh, Elaine Youngs        | Zhang Xi, Xue Chen                | 1                              | 0                              |                             |                             |  |  |                         |                         |
|  | Nicole Branagh, Elaine Youngs        |                                   |                                | 0                              |                             |                             |  |  |                         |                         |
|  | Zhang Xi, Xue Chen                   | 2                                 |                                |                                |                             |                             |  |  |                         |                         |
|  | Zhang Xi, Xue Chen                   | 2                                 | Wang Jie, Tian Jia             | 0                              |                             |                             |  |  |                         |                         |
|  |                                      |                                   | Wang Jie, Tian Jia             | 0                              |                             |                             |  |  |                         |                         |
|  |                                      | Kerri Walshová, Misty May-Treanor | 2                              |                                |                             |                             |  |  |                         |                         |
|  | Natalie Cooková, Tamsin Barnett      | Kerri Walshová, Misty May-Treanor | 2                              | 0                              |                             |                             |  |  |                         |                         |
|  | Natalie Cooková, Tamsin Barnett      |                                   |                                | 0                              |                             |                             |  |  |                         |                         |
|  | Talita Antunes, Renata Ribeiro       | 2                                 |                                |                                |                             |                             |  |  |                         |                         |
|  | Talita Antunes, Renata Ribeiro       | 2                                 | Talita Antunes, Renata Ribeiro | 0                              | O třetí místo               | O třetí místo               |  |  |                         |                         |
|  |                                      |                                   | Talita Antunes, Renata Ribeiro | 0                              | O třetí místo               | O třetí místo               |  |  |                         |                         |
|  |                                      | Kerri Walshová, Misty May-Treanor | 2                              |                                |                             |                             |  |  |                         |                         |
|  | Larissa Françová, Ana Paula Connelly | Kerri Walshová, Misty May-Treanor | 2                              | 0                              | Zhang Xi, Xue Chen          | 2                           |  |  |                         |                         |
|  | Larissa Françová, Ana Paula Connelly |                                   |                                | 0                              | Zhang Xi, Xue Chen          | 2                           |  |  |                         |                         |
|  | Kerri Walshová, Misty May-Treanor    | 2                                 |                                | Talita Antunes, Renata Ribeiro | 0                           |                             |  |  |                         |                         |
|  | Kerri Walshová, Misty May-Treanor    | 2                                 |                                |                                | 0                           |                             |  |  |                         |                         |
|  |                                      |                                   |                                |                                |                             |                             |  |  |                         |                         |
|  |                                      |                                   |                                |                                |                             |                             |  |  |                         |                         |